# Oecetis uptoni
Oecetis uptoni är en nattsländeart som beskrevs av Wells 2000. Oecetis uptoni ingår i släktet Oecetis och familjen långhornssländor. Inga underarter finns listade i Catalogue of Life.